# Movistar Team Women/Saison 2018
Dieser Artikel beschreibt die Mannschaft und die Siege des Radsportteams Movistar Team Women in der Saison 2018.

## Mannschaft
| Teamkader 2018      | Teamkader 2018   | Teamkader 2018 | Teamkader 2018                            |
| Name                | Geburtsdatum     | Land           | Vorheriges Team                           |
| ------------------- | ---------------- | -------------- | ----------------------------------------- |
| Aude Biannic        | 27. März 1991    | Frankreich     | FDJ-Nouvelle Aquitaine-Futuroscope (2017) |
| Mavi García         | 2. Januar 1984   | Spanien        | Bizkaia-Durango (2017)                    |
| Alicia González     | 27. Mai 1995     | Spanien        | Lointek (2017)                            |
| Małgorzata Jasińska | 18. Januar 1984  | Polen          | Cylance (2017)                            |
| Lorena Llamas       | 25. Oktober 1987 | Spanien        | Bizkaia-Durango (2017)                    |
| Eider Merino        | 2. August 1994   | Spanien        | Lointek (2017)                            |
| Rachel Neylan       | 9. März 1982     | Australien     | Orica-Scott (2017)                        |
| Lourdes Oyarbide    | 8. April 1994    | Spanien        | Bizkaia-Durango (2017)                    |
| Gloria Rodríguez    | 6. März 1992     | Spanien        | Lointek (2017)                            |
| Alba Teruel         | 17. August 1996  | Spanien        | Lointek (2017)                            |
|                     |                  |                |                                           |
| Quelle: UCI         |                  |                |                                           |

## Siege
| Siege    | Siege                                                       | Siege      | Siege  | Siege               | Siege |
| Datum    | Rennen                                                      | Staat      | Klasse | Siegerin            |       |
| -------- | ----------------------------------------------------------- | ---------- | ------ | ------------------- | ----- |
| 22. Jun. | Polnische Meisterschaften, Einzelzeitfahren der Frauen      | Polen      | CN     | Małgorzata Jasińska |       |
| 22. Jun. | Spanische Meisterschaften, Einzelzeitfahren der Frauen      | Spanien    | CN     | Mavi García         |       |
| 23. Jun. | Spanische Meisterschaften, Straßenrennen der Frauen         | Spanien    | CN     | Eider Merino        |       |
| 24. Jun. | Polnische Meisterschaften, Straßenrennen der Frauen         | Polen      | CN     | Małgorzata Jasińska |       |
| 30. Jun. | Französische Meisterschaften, Straßenrennen der Frauen      | Frankreich | CN     | Aude Biannic        |       |
| 4. Sep.  | Belgium Tour, Prolog                                        | Belgien    | 2.1    | Aude Biannic        |       |
| 15. Sep. | Tour Cycliste Féminin International de l’Ardèche, 4. Etappe | Frankreich | 2.1    | Eider Merino        |       |